# Ceroplastes martinae
Ceroplastes martinae är en insektsart som beskrevs av Mosquera 1979. Ceroplastes martinae ingår i släktet Ceroplastes och familjen skålsköldlöss.
Artens utbredningsområde är Colombia. Inga underarter finns listade i Catalogue of Life.